# Гасно заваривање
Гасним поступком заваривања ствара се нераздвојива веза применом топлоте остварене сагоревањем горивог гаса, при чему се растапа само основни, или основни и додатни материјал.
Развијена енергије сагоревања користи се за топљење само основног, или истовремено основног и додатног материјала. Као резултат добија се нераздвојива веза. Гориви гас сагорева у струји чистог кисеоника (технички чист кисеоник), или као компонента мешавине са чистим кисеоником или ваздухом из атмосфере.
Најчешће се кисеоник и гориви гас независно доводе до радног уређаја (горионик), и у њему мешају у жељеној размери. По напуштању горионика мешавина се пали и формира пламен потребних карактеристика неопходних за реализацију заваривања. Уколико се обезбеди довољна количина кисеоника ради потпуног сагоревања горивог гаса, онда тај гориви гас, да би могао да се користи за заваривање, треба да испуни следеће основне услове:
- температура пламена треба да буде знатно виша од температуре топљења основног и додатног материјала,
- обезбеђује довољну количину развијене топлоте за топљење основног и додатног материјала, као и да буде довољна да надокнади остварене губитке топлоте.

Као гориви гасови за технологију заваривања и гасног сечења користе се: пропан , бутан , метан , пропилен , метилацетилен-пропадијен , (трговачки назив МАПП), водоник , итд.

## Сагоревање ацетилена
Образована смеша ацетилена и кисеоника пали се на излазу из млазнице горионика.

### Зоне пламена
На основу сагоревања мешавине, за потпуно сагоревање ацетилена троши се 40% кисеоника из боце, ради задовољење примарног сагоревања, а 60% из ваздуха у фази секундарног сагоревања. Уколико се у дифузору горионика (инјектору), формира мешавина другачија од нормалне, непосредно се утиче на топлотну моћ формираног пламена при њеном сагоревању, односно мења се структура пламена (зоне) али и врста, односно тип пламена. Језгро пламена, најсветлији део, бљештаво је беле боје и има облик конуса у коме се одвија примарно сагоревање. Дужина језгра, при добро подешеној неутралној смеши, износи око 3 до 5 mm. На крају језгра, односно при његовом врху, температура премашује 3000°C.

### Типови пламена
У зависности од односа кисеоника и ацетилена у смеши, разликују се три основна типа пламена:
- Оксидишући пламен одређен је вишком кисеоника у мешавини са ацетиленом. Ретко се користи.
- Неутрални пламен добија се при теоријској размери 1:1, а практично кисеоника има за 10 до 20% више од ацетилена. Примењује се за заваривање и најбоље штити растопљени метал од штетног утицаја кисеоника и азота из околног ваздуха. Омогућује добијање најквалитетнијег шава.
- Редукујући пламен добија се сагоревањем мешавине у којој је садржана мања количина кисеоника у односу на ону којом се обезбеђује добијање нормалног пламена.

### Паљење и подешавање пламена
При првом коришћењу нових боца ацетилена и кисеоника (боце су пуне и прикључени су сви елементи инсталације), најпре се проверава њихова и исправност разводне мреже као и свих елемената инсталације. Тек пошто се утврди исправност, отварају се испусни вентили на боцама оба гаса и подешавају се редукциони вентили притиска. Гасови тада попуњавају инсталацију разводне мреже до горионика за заваривање. Затворени вентили на горионику спречавају слободно истицање гасова у атмосферу (вентили на горионику затварају се по завршетку сваке операције заваривања). Тада се обавезно приступа провери непропусности мреже и свих прикључака. Уколико је поуздано утврђено да нема пропуштања гасова, може да се настави са радом.
Отварањем вентила за кисеоник на горионику, пропушта се његова мала количина. Потом се лаганим отварањем вентила за гориви гас пропушта ацетилен и пали формирана мешавина горивог гаса и кисеоника. Важно је да се увек најпре пушта кисеоник како не би дошло до случајног запаљења горивог гаса и разних, углавном, штетних последица (кисеоник не гори већ омогућује и помаже сагоревање).
Паљење мешавине изводи се специјалним електронским или механичким упаљачем, на наменском пламену ацетилена на економизатору или фитиљем. Пламен се не пали шибицом. Употребом шибице повећава се опасност настајања опекотина или преношења пламена на одећу запаљиве материје у околини. У моменту паљења шибицом пламен је неизвесног правца и облика простирања, односно изражена је његова нестабилност. С друге стране, рука заваривача је врло близу пламена у настајању и, уколико је незаштићена, односно ако радник не користи рукавице, снажан топлотни утицај производи природну реакцију на принципу условног рефлекса. Пламеном може да захвати сопствену одећу, запаљиви материјал у околини, али свакако може да произведе материјалну штету и повређивање. Подешавању пламена приступа се непосредно након његовог запаљења. Који ће тип пламена да се користити зависи од врсте завариваног материјала али се, најчешће, најпре подешава нормални пламен.
Када се користи ацетилен ниског притиска, пламен се подешава тако што се, при потпуно отвореном вентилу за ацетилен, фина регулација изводи вентилом за кисеоник све до добијања жељеног типа пламена, односно кисеоником, како се уобичајено каже. Прекидање заваривања увек се изводи тако да се прво затвори вентил за ацетилен па одмах или са малим закашњењем, затвара се вентил за кисеоник. Продуженим протицањем кисеоника „испира“ се горионик.

## Опрема за гасни поступак заваривања

### Боце за кисеоник
Боца је запремине 40 литара и може да прихвати око 6 Nm3 кисеоника. Притисак гаса у боци је 150 бар (стара) и 200 бар - нова боца. Боце за кисеоник немају испуну - порозну масу. Обојене су белом бојом. Боца се никада не празни до краја, већ се увек остави одређена количина кисеоника како би се избегао продор ваздуха и влаге у боцу (минимално 0,5 бар. Боце се одржавају тако да увек буду чисте (не сме да буде нечистоћа и масти око испусног и редукционог вентила притиска), а отварање и затварање вентила изводи се лагано и пажљиво највише до пола окрета ручице или точкића вентила. Капом се штити испусни вентил боце и она увек мора да буде постављена без разлике да ли се боца транспортује или је ван употребе. Уклања се током припреме боце за коришћење. Тада се, поред капе, одвија и заштитна навртка, којом се од механичких оштећења штити навој прикључка за редукциони вентил. Уклањањем заштитне навртке ослобађа се излазни прикључак испусног вентила и омогућује прикључење редукционог вентила притиска, и то се чини искључиво непосредно пред постављање редукционог вентила. Испусни вентил је са вратом боце спојен конусним навојем и он се никада не демонтира са боце од стране корисника (искључиво право демонтирања имају овлашћени сервисери). Редукциони вентил притиска прикључује се на испусни вентил боце за кисеоник навојном везом, десног смера. На испусни вентил боце за кисеоник никада се не монтира редукциони вентил притиска помоћу узенгије или леве завојнице.

### Боца за ацетилен
Запремина боце је 40 литара. Максимални притисак ацетилена је 15 бар на 15°C. Обојене су кестењастом бојом (оксид црвена). Брзина истицања ацетилена, односно проток при пражњену боце, мањи је од 1 m3 на час како не би дошло до испаравања ацетона из боце и замрзавања редукционог вентила. Боца не сме потпуно да се испразни, већ се у њој оставља одређена количина ацетилена која одговара притиску на манометру од 1 до 1,5 бар, зависно од спољне температуре. Тело испусног вентила за ацетилен, са нарезаним левим и конусним навојем, има задатак да оствари непропусну везу са боцом за ацетилен. Ацетилен може да протиче кроз тело вентила ка потрошачу у смеру стрелице. Редукциони вентил притиска на излазни прикључак испусног вентила монтира се помоћу завојнице, такође левог смера. Применом леве завојнице, а посебно узенгије, онемогућује се ненамерна монтажа редукционог вентила за кисеоник на боцу за ацетилен. У супротном би могао настати пожар или, чак, експлозија.

### Регулатори притиска
Регулатор притиска је уређај којим се редукује/снижава притисак са више на нижу константну вредност (радни притисак). Гас у боци увек је вишег притиска од онога који је неопходан на радном месту, без разлике о ком техничком гасу је реч. Под радним притиском разуме се управо притисак техничког гаса под којим се он користи на радном месту. Радни притисак гаса је непроменљив током извођења технологије заваривања упркос томе што опада притисак гаса у боци због њеног пражњења.
Радни притисак
- за ацетилен: 0,3. до 1,2 бара,
- за кисеоник: 1,0. до 8,0 бара и
- за пропан-бутан: 0,4 до 0,8 бара.

### Манометар
Манометри су мерни елементи којима се утврђује разлика притиска између спољног (атмосферског) и унутрашњег притиска у суду у коме се мери притисак (радни притисак).

## Црева за развод техничких гасова
Израђују се од квалитетне специјалне гуме и армирају се платном. Црево за развод гасова користи се за спровођење гаса од редукционог вентила притиска до горионика, односно од извора гаса без разлике да ли је у питању боца или централни развод. Израђује се од природне гуме са текстилном арматуром, и обојено је одговарајућом бојом како не би дошло до замене:
- за ацетилен, црвене боје, за радни притисак од 1,2 бара,
- за кисеоник плаве боје, за радни притисак од 1 до 8 бара и
- за пропан-бутан, наранџасте боје, радни притисак до 1,2 бара.

Гумена црева за заваривање не настављају се. Израђују се у дужинама 3 до 40 m (и до 150 m). У поступку контроле пропусности не сме се користи пламен. Уколико црева из разлога примене морају да се превијају и савијају, онда то треба да се чини са што већим полупречником кривине.

### Осигурачи од повратног удара пламена
Продирање пламена у инсталацију горивог гаса и његово ширење, најчешће започиње у уређају за стварање и одржавање пламена - горионику. У циљу спречавања продора пламена ка изворима гасова примењују се осигурачи од повратног удара пламена. Они су обавезни део инсталације. Постављају се на местима која обезбеђују максимално искоришћење њихове функције, а то су места најближа изворима горивих гасова и места најближа могућем продору пламена у инсталацију.
Повратни удар пламена је појава коју карактерише континуално сагоревање у унутрашњости горионика са тенденцијом продора/повратка у инсталацију за напајање и опасношћу доспевања у извор горивог гаса. Повратни пламен настаје при прегревању горионика (тела, рукохвата), услед делимичног зачепљења млазнице или услед смањеног притиска горивог гаса. Повратни удар пламена препознаје се по праскању и оштром пиштавом звуку, као и наглом загревању горионика. Може да буде праћен пуцкетањем у горионику, гашењем и поновним паљењем пламена на млазници.
Када се гориви гас користи из челичних боца, осигурачи од повратног пламена постављају се непосредно иза редукционог вентила притиска (у смеру проласка гаса). У разводним мрежама ови уређаји се постављају на прикључним местима, односно местима од којих се гориви гас разводи гуменим цревима. С обзиром на ниску цену, данас се они постављају и на прикључку црева са гориоником.

### Економизатор
Економизатор има задатак да омогући штедњу техничких гасова у индустријским условима примене гасног поступка. Поставља се између редукционог вентила притиска и горионика ближе горионику. Његовим деловањем успостављена смеша остаје увек иста и приликом следећег паљења горионика не треба подешавати горионик.

### Горионик за заваривање
Горионик је уређај који омогућује формирање, регулисање и сагоревање мешавине горивог гаса и оксидатора, као и управљање пламеном приликом реализације заваривања, термичког сечења или њима сродних процеса. Прикључци за гасове прилагођени су пречницима разводних црева за кисеоник и гориви гас, тако да уз примену стезача/обујмица омогућују сигурну заптивеност споја и његову чврстину. Вентилима за кисеоник и ацетилен, регулише се количина гасова који улазе у инјектор, односно врста мешавине и пламена који се касније образују. Они се, наравно, користе и за затварање протока техничких гасова. На крају тела горионика израђен је навој и фино обрађен отвор преко којега се прикључује пламеник. Цев пламеника, има различите облике зависно од захтева, односно услова примене. Пошто се пламеници означавају бројчано цифрама од 0 до 8, очито је да пламеници са мањом бројном вредношћу имају и нижи капацитет сагоревања.

## Провера исправности инсталације
Пре почетка извођења заваривања обавезно се проверава исправност инсталација и свих елемената и уређаја који је чине. Најпре се проверава расположива количина кисеоника и ацетилена у боцама. Уколико је боца скоро испражњена, што се очитава ниском вредношћу притиска на манометру високог притиска, заваривање се не започиње, већ се приступа замени једне или обе боце. У противном, због нестанка једног или оба гаса, заваривање може да буде прекинуто или, због недовољног притиска гасова у боцама, постаје отежано формирање и одржавање стабилним жељеног типа пламена.
Исправност осигурача од повратног удара пламена обавезно се проверава и заваривање започиње тек када се заваривач поуздано увери у његову исправност или га замени исправним. Провера непропусности (заптивеност) свих спојева (цеви, црева, вентили, прикључци, итд), као и исправност регулационих елемената изводи се искључиво наношењем сапунице или коришћењем специјалних спрејова (незапаљиви). Провера пропусности инсталације не сме изводити применом пламена.